# Вірний друг Санчо
«Вірний друг Санчо» — радянський дитячий художній фільм режисера Яніса Стрейча, знятий на Ризькій кіностудії у 1974 році за сценарієм Юрія Яковлєва.

## Сюжет
Сім'я Родрігес прилетіла до Ленінграда з однієї латиноамериканської країни. Їхній син Санчо, непогано знав російську мову, пішов в четвертий клас звичайної загальноосвітньої школи. Товариський і рухливий хлопчик незабаром подружився з однокласниками. Оскільки він ніколи не бачив зими, йому було цікаво гуляти по засніженому місту і грати в незнайомі ігри. Але незабаром хлопцям довелося розлучитися. На батьківщині Санчо стався переворот. До влади прийшли військові. Батьки хлопчика твердо вирішили повернутися додому. Санчо гаряче прощається з новими друзями і відвозе з собою символ їх солідарності — червону піонерську краватку.

## У ролях
- Сергій Зурлов —  Санчо Родрігес
- Марута Фелдманне —  мама Санчо
- Івар Калниньш —  сеньйор Родрігес, батько Санчо
- Вальдемар Зандберг —  вчитель англійської мови
- Вікторія Лепко —  Наталія Гаврилівна, класна керівниця
- Василь Меркур'єв —  дідусь Ріти, льотчик-генерал
- Борис Ташкентський —  дідусь Санчо, музикант
- Ольгерт Дункерс —  сеньйор Кредо, представник керівництва фірми
- Юрій Каморний —  батько Рити, військовий льотчик
- Геннадій Корольков —  Вадим, водій
- Станіслав Фесюнов —  Прокопенко, дипломат
- Регіна Разума —  стюардеса
- Павло Первушин —  Іван Калістратович, директор школи
- Артур Калейс —  генерал Калвос, організатор путчу
- Паул Буткевич —  епізод на дипломатичному прийомі
- Юріс Стренга —  епізод на дипломатичному прийомі
- Валентінс Скулме —  епізод на дипломатичному прийомі
- Улдіс Ваздікс —  епізод на дипломатичному прийомі

## Знімальна група
- Сценарист: Юрій Яковлєв
- Режисер: Яніс Стрейч
- Оператор: Харій Кукелс
- Композитор: Імантс Калниньш
- Художник: Віктор Шильдкнехт